# Joey Porter Jr.
Joey Eugene Porter Jr. (Bakersfield, California; 26 de julio de 2000) más conocido como Joey Porter Jr., es un jugador profesional estadounidense de fútbol americano, se desempeña en la posición de cornerback en Pittsburgh Steelers, en la National Football League (NFL).

## Carrera
Hizo su debut profesional con el equipo Pittsburgh Steelers, lleva jugando una temporada, comenzó en el 2023.